# Loceret (plaats)
Loceret is een bestuurslaag in het regentschap Nganjuk van de provincie Oost-Java, Indonesië. Loceret telt 2122 inwoners (volkstelling 2010).